# Tossal des Pedrenys
El Tossal des Pedrenys és una muntanya de 1.828 metres que es troba al municipi de la Vall de Boí, a la comarca de l'Alta Ribagorça.